# Wade Davis (anthropologue)
Pour les articles homonymes, voir Wade Davis.
Wade Davis, né le 14 décembre 1953 à West Vancouver, Colombie-Britannique (Canada), est un ethnobotaniste et anthropologue canadien. Son travail commence à être reconnu à partir de 1985 avec la parution de son livre The Serpent and the Rainbow qui traite du vaudou et des zombies en Haiti.

## Biographie
Il a un Ph.D en ethnobotanique de l'Université Harvard.
En 1985, il publie The Serpent and the Rainbow qui est une étude des pratiques vaudou en Haïti, en particulier le processus de zombification. Ce livre sert de base à Wes Craven pour réaliser le film L'Emprise des ténèbres (The Serpent and the Rainbow) sorti en 1988.

### Traductions en français
- Vaudou ! [« The Serpent and the Rainbow »], France loisirs, 1987, 220 p. (ISBN 978-2-7242-3607-1)
- Pour ne pas disparaitre : Pourquoi nous avons besoin de la sagesse ancestrale [« The Wayfinders: why ancient wisdom matters in the modern world »]  (trad. de l'anglais), Paris, Albin Michel, 2011, 229 p. (ISBN 978-2-226-22142-1)
- Les Soldats de l'Everest : Mallory, la Grande Guerre et la conquête de l'Himalaya [« Into the Silence: The Great War, Mallory and the Conquest of Everest »]  (trad. de l'anglais), Paris, Les Belles Lettres, 2016, 576 p. (ISBN 978-2-251-44563-2)